# Station Liévin
Station Liévin is een spoorwegstation op de Spoorlijn Arras - Dunkerque-Locale in de Franse gemeente Liévin.